# Temporada da ATP de 2011
A temporada da ATP de 2011 foi o circuito masculino dos tenistas profissionais de elite para o ano em questão. A Associação de Tenistas Profissionais (ATP) organiza a maioria dos eventos – os ATP World Tour Masters 1000, ATP World Tour 500, os ATP World Tour 250, o de fim de temporada (ATP Finals) e a World Team Cup, enquanto que a Federação Internacional de Tênis (ITF) tem os torneios do Grand Slam, a Copa Davis e a Copa Hopman.

## Calendário

### Países
| Torneios | País(es)                                                                                              | País(es)                                                                                      |
| -------- | --- | --------------------------------------------------------------------------------------------- |
| 13       | Estados Unidos                                                                                        | Estados Unidos                                                                                |
| 6        | França                                                                                                | França                                                                                        |
| 5        | Alemanha                                                                                              | Alemanha                                                                                      |
| 4        | Austrália · Espanha                                                                                   | Grã-Bretanha                                                                                  |
| 2        | Áustria · China · Croácia · Países Baixos                                                             | Rússia · Suíça · Suécia                                                                       |
| 1        | África do Sul · Argentina · Brasil · Canadá · Catar · Chile · Emirados Árabes Unidos · Índia · Itália | Japão · Malásia · Marrocos · México · Nova Zelândia · Portugal · Roménia · Sérvia · Tailândia |

### Mês a mês

#### Legenda
Abaixo estão exemplos, com explicações usando o elemento dica de contexto. Basta passar o cursor sobre cada linha pontilhada para lê-las.
| Semana de                   | Torneio                                                                                        | Campeã(s)(o/ões)            | Vice-campeã(s)(o/ões)     | Resultado            |
| --------------------------- | ---------------------------------------------------------------------------------------------- | --------------------------- | ------------------------- | -------------------- |
| 16 de janeiro 23 de janeiro | Australian Open · Melbourne, Austrália · Grand Slam · A$ 12.176.550 – duro – 128S•96Q•64D•32DM | jogador(a) 1                | jogador(a) 2              | 7–61, 4–6, 7–6(10–6) |
| 16 de janeiro 23 de janeiro | Australian Open · Melbourne, Austrália · Grand Slam · A$ 12.176.550 – duro – 128S•96Q•64D•32DM | jogador(a) 3 · jogador(a) 4 | jogador(a) 5 jogador(a) 6 | 4–6, 6–4, [11–9]     |
| 16 de janeiro 23 de janeiro | Australian Open · Melbourne, Austrália · Grand Slam · A$ 12.176.550 – duro – 128S•96Q•64D•32DM | jogadora 7 jogador 8        | jogadora 9 jogador 10     | 6–2, 4–6, [10–3]     |

| Casos excepcionais | Premiação               | Grand Slam | Grand Slam | Grand Slam |
| Casos excepcionais | Premiação               | Variável   |            |            |
| Casos excepcionais | Número de participantes | QD         | E          |            |
| Casos excepcionais | Ordenação dos torneios  |            |            |            |

| Ícones | Clicável      |                                        |                                           |
| Ícones | Clicável      | edição do torneio                      |                                           |
| Ícones | Não-clicáveis |                                        | primeiro título conquistado na modalidade |
| Ícones | Não-clicáveis | o(a) jogador(a)/país defendeu o título |                                           |

#### Janeiro
| Semana de                   | Torneio | Campeã(s)(o/ões)                                    | Vice-campeã(s)(o/ões)                     | Resultado         |
| --------------------------- | --- | --------------------------------------------------- | ----------------------------------------- | ----------------- |
| 3 de janeiro                | Brisbane International Brisbane, Austrália ATP World Tour 250 US$ 422.300 – duro – 32S•32Q•16D                          | Robin Söderling                                     | Andy Roddick                              | 6–3, 7–5          |
| 3 de janeiro                | Brisbane International Brisbane, Austrália ATP World Tour 250 US$ 422.300 – duro – 32S•32Q•16D                          | Lukáš Dlouhý Paul Hanley                            | Robert Lindstedt Horia Tecău              | 6–4, ab.          |
| 3 de janeiro                | Aircel Chennai Open Chenai, Índia ATP World Tour 250 US$ 398.250 – duro – 32S•32Q•16D                                   | Stanislas Wawrinka                                  | Xavier Malisse                            | 7–5, 4–6, 6–1     |
| 3 de janeiro                | Aircel Chennai Open Chenai, Índia ATP World Tour 250 US$ 398.250 – duro – 32S•32Q•16D                                   | Mahesh Bhupathi Leander Paes                        | Robin Haase David Martin                  | 6–2, 36–7, [10–7] |
| 3 de janeiro                | Qatar ExxonMobil Open Doha, Catar ATP World Tour 250 US$ 1.024.000 – duro – 32S•30Q•16D                                 | Roger Federer                                       | Nikolay Davydenko                         | 6–3, 6–4          |
| 3 de janeiro                | Qatar ExxonMobil Open Doha, Catar ATP World Tour 250 US$ 1.024.000 – duro – 32S•30Q•16D                                 | Marc López Rafael Nadal                             | Daniele Bracciali Andreas Seppi           | 6–3, 7–64         |
| 3 de janeiro                | Hyundai Hopman Cup Perth, Austrália Competição de curta duração entre países – mista A$ 1.000.000 – duro (coberto) – 8E | Estados Unidos · Bethanie Mattek-Sands · John Isner | Bélgica · Justine Henin · Ruben Bemelmans | 2–1               |
| 10 de janeiro               | Heineken Open Auckland, Nova Zelândia ATP World Tour 250 US$ 398.250 – duro – 28S•32Q•16D                               | David Ferrer                                        | David Nalbandian                          | 6–3, 6–2          |
| 10 de janeiro               | Heineken Open Auckland, Nova Zelândia ATP World Tour 250 US$ 398.250 – duro – 28S•32Q•16D                               | Marcel Granollers Tommy Robredo                     | Johan Brunström Stephen Huss              | 6–4, 7–66         |
| 10 de janeiro               | Medibank International Sydney Sydney, Austrália ATP World Tour 250 US$ 422.300 – duro – 28S•32Q•16D                     | Gilles Simon                                        | Viktor Troicki                            | 7–5, 7–64         |
| 10 de janeiro               | Medibank International Sydney Sydney, Austrália ATP World Tour 250 US$ 422.300 – duro – 28S•32Q•16D                     | Lukáš Dlouhý Paul Hanley                            | Bob Bryan Mike Bryan                      | 66–7, 6–3, [10–5] |
| 17 de janeiro 24 de janeiro | Australian Open Melbourne, Austrália Grand Slam A$ 11.414.950 – duro – 128S•128Q•64D•32DM                               | Novak Djokovic                                      | Andy Murray                               | 6–4, 6–2, 6–3     |
| 17 de janeiro 24 de janeiro | Australian Open Melbourne, Austrália Grand Slam A$ 11.414.950 – duro – 128S•128Q•64D•32DM                               | Bob Bryan · Mike Bryan                              | Mahesh Bhupathi Leander Paes              | 6–3, 6–4          |
| 17 de janeiro 24 de janeiro | Australian Open Melbourne, Austrália Grand Slam A$ 11.414.950 – duro – 128S•128Q•64D•32DM                               | Katarina Srebotnik Daniel Nestor                    | Chan Yung-jan Paul Hanley                 | 6–3, 3–6, [10–7]  |
| 31 de janeiro               | SA Tennis Open Joanesburgo, África do Sul ATP World Tour 250 US$ 442.500 – duro – 32S•18Q•16D                           | Kevin Anderson                                      | Somdev Devvarman                          | 4–6, 6–3, 6–2     |
| 31 de janeiro               | SA Tennis Open Joanesburgo, África do Sul ATP World Tour 250 US$ 442.500 – duro – 32S•18Q•16D                           | James Cerretani · Adil Shamasdin                    | Scott Lipsky Rajeev Ram                   | 6–3, 3–6, [10–7]  |
| 31 de janeiro               | Movistar Open Santiago, Chile ATP World Tour 250 US$ 398.250 – saibro – 32S•32Q•16D                                     | Tommy Robredo                                       | Santiago Giraldo                          | 6–2, 2–6, 7–65    |
| 31 de janeiro               | Movistar Open Santiago, Chile ATP World Tour 250 US$ 398.250 – saibro – 32S•32Q•16D                                     | Marcelo Melo Bruno Soares                           | Łukasz Kubot Oliver Marach                | 6–3, 7–63         |
| 31 de janeiro               | PBZ Zagreb Indoors Zagreb, Croácia ATP World Tour 250 € 450.000 – duro (coberto) – 28S•32Q•16D                          | Ivan Dodig                                          | Michael Berrer                            | 6–3, 6–4          |
| 31 de janeiro               | PBZ Zagreb Indoors Zagreb, Croácia ATP World Tour 250 € 450.000 – duro (coberto) – 28S•32Q•16D                          | Dick Norman Horia Tecău                             | Marcel Granollers Marc López              | 6–3, 6–4          |

#### Fevereiro
| Semana de       | Torneio | Campeão(s)                                                                                 | Vice-campeão(s)                                                                    | Resultado           |
| --------------- | --- | ------------------------------------------------------------------------------------------ | ---------------------------------------------------------------------------------- | ------------------- |
| 7 de fevereiro  | ABN AMRO World Tennis Tournament Roterdã, Países Baixos ATP World Tour 500 € 1.450.000 – duro (coberto) – 32S•16Q•16D | Robin Söderling                                                                            | Jo-Wilfried Tsonga                                                                 | 6–3, 3–6, 6–3       |
| 7 de fevereiro  | ABN AMRO World Tennis Tournament Roterdã, Países Baixos ATP World Tour 500 € 1.450.000 – duro (coberto) – 32S•16Q•16D | Jürgen Melzer Philipp Petzschner                                                           | Michaël Llodra Nenad Zimonjić                                                      | 6–4, 3–6, [10–5]    |
| 7 de fevereiro  | Brasil Open Mata de São João, Brasil ATP World Tour 250 US$ 470.200 – saibro – 28S•32Q•16D | Nicolás Almagro                                                                            | Alexandr Dolgopolov                                                                | 6–3, 7–63           |
| 7 de fevereiro  | Brasil Open Mata de São João, Brasil ATP World Tour 250 US$ 470.200 – saibro – 28S•32Q•16D | Marcelo Melo Bruno Soares                                                                  | Pablo Andújar Daniel Gimeno-Traver                                                 | 7–64, 6–3           |
| 7 de fevereiro  | SAP Open San José, Estados Unidos ATP World Tour 250 US$ 531.000 – duro (coberto) – 32S•22Q•16D | Milos Raonic                                                                               | Fernando Verdasco                                                                  | 7–66, 7–65          |
| 7 de fevereiro  | SAP Open San José, Estados Unidos ATP World Tour 250 US$ 531.000 – duro (coberto) – 32S•22Q•16D | Scott Lipsky Rajeev Ram                                                                    | Alejandro Falla Xavier Malisse                                                     | 6–4, 4–6, [10–8]    |
| 14 de fevereiro | Regions Morgan Keegan Championships Memphis, Estados Unidos ATP World Tour 500 US$ 1.100.000 – duro (coberto) – 32S•16Q•16D | Andy Roddick                                                                               | Milos Raonic                                                                       | 7–67, 116–7, 7–5    |
| 14 de fevereiro | Regions Morgan Keegan Championships Memphis, Estados Unidos ATP World Tour 500 US$ 1.100.000 – duro (coberto) – 32S•16Q•16D | Max Mirnyi Daniel Nestor                                                                   | Eric Butorac Jean-Julien Rojer                                                     | 6–2, 66–7, [10–3]   |
| 14 de fevereiro | Copa Claro Buenos Aires, Buenos Aires ATP World Tour 250 US$ 478.900 – saibro – 32S•32Q•16D | Nicolás Almagro                                                                            | Juan Ignacio Chela                                                                 | 6–3, 3–6, 6–4       |
| 14 de fevereiro | Copa Claro Buenos Aires, Buenos Aires ATP World Tour 250 US$ 478.900 – saibro – 32S•32Q•16D | Oliver Marach · Leonardo Mayer                                                             | Franco Ferreiro André Sá                                                           | 7–66, 6–3           |
| 14 de fevereiro | Open 13 Marselha, França ATP World Tour 250 € 576.000 – duro (coberto) – 28S•32Q•16D | Robin Söderling                                                                            | Marin Čilić                                                                        | 86–7, 6–3, 6–3      |
| 14 de fevereiro | Open 13 Marselha, França ATP World Tour 250 € 576.000 – duro (coberto) – 28S•32Q•16D | Robin Haase · Ken Skupski                                                                  | Julien Benneteau Jo-Wilfried Tsonga                                                | 6–3, 46–7, [13–11]  |
| 21 de fevereiro | Abierto Mexicano Telcel Acapulco, México ATP World Tour 500 US$ 1.100.000 – saibro – 32S•16Q•16D | David Ferrer                                                                               | Nicolás Almagro                                                                    | 7–64, 26–7, 6–2     |
| 21 de fevereiro | Abierto Mexicano Telcel Acapulco, México ATP World Tour 500 US$ 1.100.000 – saibro – 32S•16Q•16D | Victor Hănescu Horia Tecău                                                                 | Marcelo Melo Bruno Soares                                                          | 6–1, 6–3            |
| 21 de fevereiro | Dubai Duty Free Tennis Championships Dubai, Emirados Árabes Unidos ATP World Tour 500 US$ 2.233.000 – duro – 32S•16Q•16D | Novak Djokovic                                                                             | Roger Federer                                                                      | 6–3, 6–3            |
| 21 de fevereiro | Dubai Duty Free Tennis Championships Dubai, Emirados Árabes Unidos ATP World Tour 500 US$ 2.233.000 – duro – 32S•16Q•16D | Sergiy Stakhovsky Mikhail Youzhny                                                          | Jérémy Chardy Feliciano López                                                      | 4–6, 6–3, [10–3]    |
| 21 de fevereiro | Delray Beach International Tennis Championships Delray Beach, Estados Unidos ATP World Tour 250 US$ 442.500 – duro – 32S•32Q•16D | Juan Martin del Potro                                                                      | Janko Tipsarević                                                                   | 6–4, 6–4            |
| 21 de fevereiro | Delray Beach International Tennis Championships Delray Beach, Estados Unidos ATP World Tour 250 US$ 442.500 – duro – 32S•32Q•16D | Scott Lipsky Rajeev Ram                                                                    | Christopher Kas Alexander Peya                                                     | 4–6, 6–4, [10–3]    |
| 28 de fevereiro | Copa Davis: primeira fase Novi Sad, Sérvia – duro (coberto) Borås, Suécia – duro (coberto) Ostrava, República Tcheca – duro (coberto) Buenos Aires, Argentina – saibro Santiago, Chile – saibro Charleroi, Bélgica – duro (coberto) Zagreb, Croácia – duro (coberto) Viena, Áustria – saibro (coberto) Competição de longa duração entre países – 16E | · Sérvia · Suécia · Cazaquistão · Argentina · Estados Unidos · Espanha · Alemanha · França | · Índia · Rússia · República Checa · Roménia · Chile · Bélgica · Croácia · Áustria | 4–1 3–2 4–1 3–2 3–2 |

#### Março
| Semana de               | Torneio | Campeão(s)                           | Vice-campeão(s)                  | Resultado         |
| ----------------------- | --- | ------------------------------------ | -------------------------------- | ----------------- |
| 7 de março 14 de março  | BNP Paribas Open Indian Wells, Estados Unidos ATP World Tour Masters 1000 US$ 3.645.000 – duro – 96S•48Q•32D | Novak Djokovic                       | Rafael Nadal                     | 4–6, 6–3, 6–2     |
| 7 de março 14 de março  | BNP Paribas Open Indian Wells, Estados Unidos ATP World Tour Masters 1000 US$ 3.645.000 – duro – 96S•48Q•32D | Alexandr Dolgopolov · Xavier Malisse | Roger Federer Stanislas Wawrinka | 6–4, 56–7, [10–7] |
| 21 de março 28 de março | Sony Ericsson Open Miami, Estados Unidos ATP World Tour Masters 1000 US$ 3.645.000 – duro – 96S•48Q•32D      | Novak Djokovic                       | Rafael Nadal                     | 4–6, 6–3, 7–64    |
| 21 de março 28 de março | Sony Ericsson Open Miami, Estados Unidos ATP World Tour Masters 1000 US$ 3.645.000 – duro – 96S•48Q•32D      | Mahesh Bhupathi Leander Paes         | Max Mirnyi Daniel Nestor         | 56–7, 6–2, [10–5] |

#### Abril
| Semana de   | Torneio | Campeão(s)                        | Vice-campeão(s)                 | Resultado         |
| ----------- | --- | --------------------------------- | ------------------------------- | ----------------- |
| 4 de abril  | Grand Prix Hassan II Casablanca, Marrocos ATP World Tour 250 € 450.000 – saibro – 28S•32Q•16D                          | Pablo Andújar                     | Potito Starace                  | 6–1, 6–2          |
| 4 de abril  | Grand Prix Hassan II Casablanca, Marrocos ATP World Tour 250 € 450.000 – saibro – 28S•32Q•16D                          | Robert Lindstedt · Horia Tecău    | Colin Fleming Igor Zelenay      | 6–2, 6–1          |
| 4 de abril  | US Men's Clay Court Championship Houston, Estados Unidos ATP World Tour 250 US$ 442.500 – saibro – 28S•32Q•16D         | Ryan Sweeting                     | Kei Nishikori                   | 6–4, 7–63         |
| 4 de abril  | US Men's Clay Court Championship Houston, Estados Unidos ATP World Tour 250 US$ 442.500 – saibro – 28S•32Q•16D         | Bob Bryan · Mike Bryan            | John Isner Sam Querrey          | 46–7, 6–2, [10–5] |
| 11 de abril | Monte-Carlo Rolex Masters Roquebrune-Cap-Martin, França ATP World Tour Masters 1000 € 2.750.000 – saibro – 56S•28Q•24D | Rafael Nadal                      | David Ferrer                    | 6–4, 7–5          |
| 11 de abril | Monte-Carlo Rolex Masters Roquebrune-Cap-Martin, França ATP World Tour Masters 1000 € 2.750.000 – saibro – 56S•28Q•24D | Bob Bryan Mike Bryan              | Juan Ignacio Chela Bruno Soares | 6–3, 6–2          |
| 18 de abril | Barcelona Open Banc Sabadell Barcelona, Espanha ATP World Tour 500 € 1.995.000 – saibro – 56S•28Q•24D                  | Rafael Nadal                      | David Ferrer                    | 6–2, 6–4          |
| 18 de abril | Barcelona Open Banc Sabadell Barcelona, Espanha ATP World Tour 500 € 1.995.000 – saibro – 56S•28Q•24D                  | Santiago González Scott Lipsky    | Bob Bryan Mike Bryan            | 5–7, 6–2, [12–10] |
| 25 de abril | Serbia Open Belgrado, Sérvia ATP World Tour 250 € 416.650 – saibro – 28S•32Q•16D                                       | Novak Djokovic                    | Feliciano López                 | 7–64, 6–2         |
| 25 de abril | Serbia Open Belgrado, Sérvia ATP World Tour 250 € 416.650 – saibro – 28S•32Q•16D                                       | František Čermák Filip Polášek    | Oliver Marach Alexander Peya    | 7–5, 6–2          |
| 25 de abril | Estoril Open Estoril, Portugal ATP World Tour 250 € 450.000 – saibro – 28S•32Q•16D                                     | Juan Martin del Potro             | Fernando Verdasco               | 6–2, 6–2          |
| 25 de abril | Estoril Open Estoril, Portugal ATP World Tour 250 € 450.000 – saibro – 28S•32Q•16D                                     | Eric Butorac Jean-Julien Rojer    | Marcelo Melo Bruno Soares       | 6–3, 6–4          |
| 25 de abril | BMW Open Munique, Alemanha ATP World Tour 250 € 450.000 – saibro – 32S•32Q•16D                                         | Nikolay Davydenko                 | Florian Mayer                   | 6–3, 3–6, 6–1     |
| 25 de abril | BMW Open Munique, Alemanha ATP World Tour 250 € 450.000 – saibro – 32S•32Q•16D                                         | Simone Bolelli · Horacio Zeballos | Andreas Beck Christopher Kas    | 7–63, 6–4         |

#### Maio
| Semana de             | Torneio | Campeã(s)(o/ões)                                                                        | Vice-campeã(s)(o/ões)                                          | Resultado           |
| --------------------- | --- | --------------------------------------------------------------------------------------- | -------------------------------------------------------------- | ------------------- |
| 2 de maio             | Mutua Madrid Open Madri, Espanha ATP World Tour Masters 1000 € 3.706.000 – saibro – 56S•28Q•24D                    | Novak Djokovic                                                                          | Rafael Nadal                                                   | 7–5, 6–4            |
| 2 de maio             | Mutua Madrid Open Madri, Espanha ATP World Tour Masters 1000 € 3.706.000 – saibro – 56S•28Q•24D                    | Bob Bryan · Mike Bryan                                                                  | Michaël Llodra Nenad Zimonjić                                  | 6–3, 6–3            |
| 9 de maio             | Internazionali BNL d'Italia Roma, Itália ATP World Tour Masters 1000 € 2.750.000 – saibro – 56S•28Q•24D            | Novak Djokovic                                                                          | Rafael Nadal                                                   | 6–4, 6–4            |
| 9 de maio             | Internazionali BNL d'Italia Roma, Itália ATP World Tour Masters 1000 € 2.750.000 – saibro – 56S•28Q•24D            | John Isner Sam Querrey                                                                  | Mardy Fish Andy Roddick                                        | w.o.                |
| 16 de maio            | Open de Nice Cote d'Azur Nice, França ATP World Tour 250 € 450.000 – saibro – 28S•32Q•16D                          | Nicolás Almagro                                                                         | Victor Hănescu                                                 | 56–7, 6–3, 6–3      |
| 16 de maio            | Open de Nice Cote d'Azur Nice, França ATP World Tour 250 € 450.000 – saibro – 28S•32Q•16D                          | Eric Butorac Jean-Julien Rojer                                                          | Santiago González David Marrero                                | 6–3, 6–4            |
| 16 de maio            | Power Horse World Team Cup Düsseldorf, Alemanha Competição de curta duração entre países € 1.100.000 – saibro – 8E | Alemanha · Christopher Kas · Philipp Kohlschreiber · Florian Mayer · Philipp Petzschner | Argentina · Juan Ignacio Chela · Máximo González · Juan Mónaco | 2–1                 |
| 23 de maio 30 de maio | Torneio de Roland Garros Paris, França Grand Slam € – saibro – 128S•128Q•64D•32DM                                  | Rafael Nadal                                                                            | Roger Federer                                                  | 7–5, 7–63, 5–7, 6–1 |
| 23 de maio 30 de maio | Torneio de Roland Garros Paris, França Grand Slam € – saibro – 128S•128Q•64D•32DM                                  | Max Mirnyi · Daniel Nestor                                                              | Juan Sebastián Cabal Eduardo Schwank                           | 7–63, 3–6, 6–4      |
| 23 de maio 30 de maio | Torneio de Roland Garros Paris, França Grand Slam € – saibro – 128S•128Q•64D•32DM                                  | Casey Dellacqua · Scott Lipsky                                                          | Katarina Srebotnik Nenad Zimonjić                              | 7–66, 4–6, [10–7]   |

#### Junho
| Semana de               | Torneio                                                                                            | Campeã(s)(o/ões)                   | Vice-campeã(s)(o/ões)         | Resultado           |
| ----------------------- | -------------------------------------------------------------------------------------------------- | ---------------------------------- | ----------------------------- | ------------------- |
| 6 de junho              | Gerry Weber Open Halle, Alemanha ATP World Tour 250 € 750.000 – grama – 32S•32Q•16D                | Philipp Kohlschreiber              | Philipp Petzschner            | 7–65, 2–0, ab.      |
| 6 de junho              | Gerry Weber Open Halle, Alemanha ATP World Tour 250 € 750.000 – grama – 32S•32Q•16D                | Rohan Bopanna Aisam-ul-Haq Qureshi | Robin Haase Milos Raonic      | 7–68, 3–6, [11–9]   |
| 6 de junho              | Aegon Championships Londres, Reino Unido ATP World Tour 250 € 694.250 – grama – 56S•32Q•24D        | Andy Murray                        | Jo-Wilfried Tsonga            | 3–6, 7–62, 6–4      |
| 6 de junho              | Aegon Championships Londres, Reino Unido ATP World Tour 250 € 694.250 – grama – 56S•32Q•24D        | Bob Bryan Mike Bryan               | Mahesh Bhupathi Leander Paes  | 26–7, 7–64, [10–6]  |
| 13 de junho             | Aegon International Eastbourne, Reino Unido ATP World Tour 250 € 462.675 – grama – 32S•32Q•16D     | Andreas Seppi                      | Janko Tipsarević              | 7–65, 3–6, 5–3, ab. |
| 13 de junho             | Aegon International Eastbourne, Reino Unido ATP World Tour 250 € 462.675 – grama – 32S•32Q•16D     | Jonathan Erlich Andy Ram           | Grigor Dimitrov Andreas Seppi | 6–3, 6–3            |
| 13 de junho             | Unicef Open 's-Hertogenbosch, Países Baixos ATP World Tour 250 US$ 450.000 – grama – 32S•24Q•16D   | Dmitry Tursunov                    | Ivan Dodig                    | 6–3, 6–2            |
| 13 de junho             | Unicef Open 's-Hertogenbosch, Países Baixos ATP World Tour 250 US$ 450.000 – grama – 32S•24Q•16D   | Daniele Bracciali František Čermák | Robert Lindstedt Horia Tecău  | 6–3, 2–6, [10–8]    |
| 20 de junho 27 de junho | Torneio de Wimbledon Londres, Reino Unido Grand Slam £ 6.796.000 – grama – 128S•128Q•64D•16QD•48DM | Novak Djokovic                     | Rafael Nadal                  | 6–4, 6–1, 1–6, 6–3  |
| 20 de junho 27 de junho | Torneio de Wimbledon Londres, Reino Unido Grand Slam £ 6.796.000 – grama – 128S•128Q•64D•16QD•48DM | Bob Bryan Mike Bryan               | Robert Lindstedt Horia Tecău  | 6–3, 6–4, 7–62      |
| 20 de junho 27 de junho | Torneio de Wimbledon Londres, Reino Unido Grand Slam £ 6.796.000 – grama – 128S•128Q•64D•16QD•48DM | Iveta Benešová · Jürgen Melzer     | Elena Vesnina Mahesh Bhupathi | 6–3, 6–2            |

#### Julho
| Semana de   | Torneio | Campeão(s)                              | Vice-campeão(s)                                    | Resultado        |
| ----------- | --- | --------------------------------------- | -------------------------------------------------- | ---------------- |
| 4 de julho  | Campbell's Hall of Fame Tennis Championships Newport, Estados Unidos ATP World Tour 250 US$ 442.500 – grama – 32S•24Q•16D                                                                                           | John Isner                              | Olivier Rochus                                     | 6–3, 7–66        |
| 4 de julho  | Campbell's Hall of Fame Tennis Championships Newport, Estados Unidos ATP World Tour 250 US$ 442.500 – grama – 32S•24Q•16D                                                                                           | Matthew Ebden · Ryan Harrison           | Johan Brunström Adil Shamasdin                     | 4–6, 6–3, [10–5] |
| 4 de julho  | Copa Davis: quartas de final Halmstad, Suécia – duro (coberto) Buenos Aires, Argentina – saibro Austin, Estados Unidos – duro (coberto) Stuttgart, Alemanha – saibro Competição de longa duração entre países – 16E | · Sérvia · Argentina · Espanha · França | · Suécia · Cazaquistão · Estados Unidos · Alemanha | 4–1 5–0 3–1 4–1  |
| 11 de julho | Skistar Swedish Open Båstad, Suécia ATP World Tour 250 € 450.000 – saibro – 28S•32Q•16D | Robin Söderling                         | David Ferrer                                       | 6–2, 6–2         |
| 11 de julho | Skistar Swedish Open Båstad, Suécia ATP World Tour 250 € 450.000 – saibro – 28S•32Q•16D | Robert Lindstedt · Horia Tecău          | Simon Aspelin Andreas Siljeström                   | 6–3, 6–3         |
| 11 de julho | MercedesCup Stuttgart, Alemanha ATP World Tour 250 € 450.000 – saibro – 32S•30Q•16D | Juan Carlos Ferrero                     | Pablo Andújar                                      | 6–4, 6–0         |
| 11 de julho | MercedesCup Stuttgart, Alemanha ATP World Tour 250 € 450.000 – saibro – 32S•30Q•16D | Jürgen Melzer Philipp Petzschner        | Marcel Granollers Marc López                       | 6–3, 6–4         |
| 18 de julho | bet-at-home Open Hamburgo, Alemanha ATP World Tour 500 € 1.115.000 – saibro – 48S•24Q•16D | Gilles Simon                            | Nicolás Almagro                                    | 6–4, 4–6, 6–4    |
| 18 de julho | bet-at-home Open Hamburgo, Alemanha ATP World Tour 500 € 1.115.000 – saibro – 48S•24Q•16D | Oliver Marach · Alexander Peya          | František Čermák Filip Polášek                     | 6–4, 6–1         |
| 18 de julho | Atlanta Tennis Championships Atlanta, Estados Unidos ATP World Tour 250 US$ 531.000 – duro – 28S•26Q•16D | Mardy Fish                              | John Isner                                         | 3–6, 7–66, 6–2   |
| 18 de julho | Atlanta Tennis Championships Atlanta, Estados Unidos ATP World Tour 250 US$ 531.000 – duro – 28S•26Q•16D | Alex Bogomolov Jr. · Matthew Ebden      | Matthias Bachinger Frank Moser                     | 3–6, 7–5, [10–8] |
| 25 de julho | Credit Agricole Suisse Open Gstaad Gstaad, Suíça ATP World Tour 250 € 450.000 – saibro – 28S•24Q•16D | Marcel Granollers                       | Fernando Verdasco                                  | 6–4, 3–6, 6–3    |
| 25 de julho | Credit Agricole Suisse Open Gstaad Gstaad, Suíça ATP World Tour 250 € 450.000 – saibro – 28S•24Q•16D | František Čermák Filip Polášek          | Christopher Kas Alexander Peya                     | 6–3, 7–67        |
| 25 de julho | Farmers Classic Los Angeles, Estados Unidos ATP World Tour 250 US$ 619.500 – duro – 28S•32Q•16D | Ernests Gulbis                          | Mardy Fish                                         | 5–7, 6–4, 6–4    |
| 25 de julho | Farmers Classic Los Angeles, Estados Unidos ATP World Tour 250 US$ 619.500 – duro – 28S•32Q•16D | Mark Knowles Xavier Malisse             | Somdev Devvarman Treat Conrad Huey                 | 7–63, 7–610      |
| 25 de julho | Studena Croatia Open Umag Umago, Croácia ATP World Tour 250 € 358.425 – saibro – 28S•32Q•16D | Alexandr Dolgopolov                     | Marin Čilić                                        | 6–4, 3–6, 6–3    |
| 25 de julho | Studena Croatia Open Umag Umago, Croácia ATP World Tour 250 € 358.425 – saibro – 28S•32Q•16D | Simone Bolelli · Fabio Fognini          | Marin Čilić Lovro Zovko                            | 5–3, 5–7, [10–7] |

#### Agosto
| Semana de                  | Torneio | Campeã(s)(o/ões)                    | Vice-campeã(s)(o/ões)                | Resultado           |
| -------------------------- | --- | ----------------------------------- | ------------------------------------ | ------------------- |
| 1º de agosto               | Legg Mason Tennis Classic Washington, Estados Unidos ATP World Tour 500 US$ 1.166.400 – duro – 48S•24Q•16D        | Radek Štěpánek                      | Gaël Monfils                         | 6–4, 6–4            |
| 1º de agosto               | Legg Mason Tennis Classic Washington, Estados Unidos ATP World Tour 500 US$ 1.166.400 – duro – 48S•24Q•16D        | Michaël Llodra Nenad Zimonjić       | Robert Lindstedt Horia Tecău         | 36–7, 7–66, [10–7]  |
| 1º de agosto               | bet-at-home Cup Kitzbühel, Áustria ATP World Tour 250 € 450.000 – saibro – 28S•32Q•16D                            | Robin Haase                         | Albert Montañés                      | 6–4, 4–6, 6–1       |
| 1º de agosto               | bet-at-home Cup Kitzbühel, Áustria ATP World Tour 250 € 450.000 – saibro – 28S•32Q•16D                            | Daniele Bracciali Santiago González | Franco Ferreiro André Sá             | 7–61, 4–6, [11–9]   |
| 8 de agosto                | Coupe Rogers Montreal, Canadá ATP World Tour Masters 1000 US$ 2.430.000 – duro – 56S•26Q•24D                      | Novak Djokovic                      | Mardy Fish                           | 6–2, 3–6, 6–4       |
| 8 de agosto                | Coupe Rogers Montreal, Canadá ATP World Tour Masters 1000 US$ 2.430.000 – duro – 56S•26Q•24D                      | Michaël Llodra Nenad Zimonjić       | Bob Bryan Mike Bryan                 | 6–4, 56–7, [10–5]   |
| 15 de agosto               | Western & Southern Open Cincinnati, Estados Unidos ATP World Tour Masters 1000 US$ 2.592.000 – duro – 56S•28Q•24D | Andy Murray                         | Novak Djokovic                       | 6–4, 3–0, ab.       |
| 15 de agosto               | Western & Southern Open Cincinnati, Estados Unidos ATP World Tour Masters 1000 US$ 2.592.000 – duro – 56S•28Q•24D | Mahesh Bhupathi Leander Paes        | Michaël Llodra Nenad Zimonjić        | 7–64, 7–62          |
| 22 de agosto               | Winston-Salem Open Winston-Salem, Estados Unidos ATP World Tour 250 US$ 553.125 – duro – 48S•32Q•16D              | John Isner                          | Julien Benneteau                     | 4–6, 6–3, 6–4       |
| 22 de agosto               | Winston-Salem Open Winston-Salem, Estados Unidos ATP World Tour 250 US$ 553.125 – duro – 48S•32Q•16D              | Jonathan Erlich Andy Ram            | Christopher Kas Alexander Peya       | 7–62, 6–4           |
| 29 de agosto 5 de setembro | US Open Nova York, Estados Unidos Grand Slam US$ 10.768.000 – duro – 128S•128Q•64D•32DM                           | Novak Djokovic                      | Rafael Nadal                         | 6–2, 6–4, 36–7, 6–1 |
| 29 de agosto 5 de setembro | US Open Nova York, Estados Unidos Grand Slam US$ 10.768.000 – duro – 128S•128Q•64D•32DM                           | Jürgen Melzer Philipp Petzschner    | Mariusz Fyrstenberg Marcin Matkowski | 6–2, 6–2            |
| 29 de agosto 5 de setembro | US Open Nova York, Estados Unidos Grand Slam US$ 10.768.000 – duro – 128S•128Q•64D•32DM                           | Melanie Oudin · Jack Sock           | Gisela Dulko Eduardo Schwank         | 7–64, 4–6, [10–8]   |

#### Setembro
| Semana de      | Torneio | Campeão(s)                         | Vice-campeão(s)                  | Resultado      |
| -------------- | --- | ---------------------------------- | -------------------------------- | -------------- |
| 12 de setembro | Copa Davis: semifinais Belgrado, Sérvia – duro (coberto) Córdoba, Espanha – saibro Competição de longa duração entre países – 16E | · Argentina · Espanha              | · Sérvia · França                | 3–2 4–1        |
| 19 de setembro | BRD Năstase Țiriac Trophy Bucareste, Romênia ATP World Tour 250 € 422.950 – saibro – 28S•32Q•16D                                  | Florian Mayer                      | Pablo Andújar                    | 6–3, 6–1       |
| 19 de setembro | BRD Năstase Țiriac Trophy Bucareste, Romênia ATP World Tour 250 € 422.950 – saibro – 28S•32Q•16D                                  | Daniele Bracciali Potito Starace   | Julian Knowle David Marrero      | 6–3, 6–1       |
| 19 de setembro | Moselle Open Metz, França ATP World Tour 250 € 450.000 – duro (coberto) – 28S•15Q•16D                                             | Jo-Wilfried Tsonga                 | Ivan Ljubičić                    | 6–3, 46–7, 6–3 |
| 19 de setembro | Moselle Open Metz, França ATP World Tour 250 € 450.000 – duro (coberto) – 28S•15Q•16D                                             | Jamie Murray André Sá              | Lukáš Dlouhý Marcelo Melo        | 6–4, 7–67      |
| 26 de setembro | PTT Thailand Open Bangkok, Tailândia ATP World Tour 250 US$ 587.000 – duro (coberto) – 28S•22Q•16D                                | Andy Murray                        | Donald Young                     | 6–2, 6–0       |
| 26 de setembro | PTT Thailand Open Bangkok, Tailândia ATP World Tour 250 US$ 587.000 – duro (coberto) – 28S•22Q•16D                                | Oliver Marach Aisam-ul-Haq Qureshi | Michael Kohlmann Alexander Waske | 7–64, 7–65     |
| 26 de setembro | Malaysian Open Kuala Lumpur, Malásia ATP World Tour 250 US$ 850.000 – duro (coberto) – 28S•24Q•16D                                | Janko Tipsarević                   | Marcos Baghdatis                 | 6–4, 7–5       |
| 26 de setembro | Malaysian Open Kuala Lumpur, Malásia ATP World Tour 250 US$ 850.000 – duro (coberto) – 28S•24Q•16D                                | Eric Butorac Jean-Julien Rojer     | František Čermák Filip Polášek   | 6–1, 6–3       |

#### Outubro
| Semana de     | Torneio | Campeão(s)                         | Vice-campeão(s)                     | Resultado         |
| ------------- | --- | ---------------------------------- | ----------------------------------- | ----------------- |
| 3 de outubro  | China Open Pequim, China ATP World Tour 500 US$ 2.100.000 – duro – 32S•16Q•16D                              | Tomáš Berdych                      | Marin Čilić                         | 3–6, 6–4, 6–1     |
| 3 de outubro  | China Open Pequim, China ATP World Tour 500 US$ 2.100.000 – duro – 32S•16Q•16D                              | Michaël Llodra Nenad Zimonjić      | Robert Lindstedt Horia Tecău        | 7–62, 7–64        |
| 3 de outubro  | Rakuten Japan Open Tennis Championships Tóquio, Japão ATP World Tour 500 US$ 1.214.500 – duro – 32S•16Q•16D | Andy Murray                        | Rafael Nadal                        | 3–6, 6–2, 6–0     |
| 3 de outubro  | Rakuten Japan Open Tennis Championships Tóquio, Japão ATP World Tour 500 US$ 1.214.500 – duro – 32S•16Q•16D | Andy Murray Jamie Murray           | František Čermák Filip Polášek      | 6–1, 6–4          |
| 10 de outubro | Shanghai Rolex Masters Xangai, China ATP World Tour Masters 1000 US$ 3.240.000 – duro – 56S•28Q•24D         | Andy Murray                        | David Ferrer                        | 7–5, 6–4          |
| 10 de outubro | Shanghai Rolex Masters Xangai, China ATP World Tour Masters 1000 US$ 3.240.000 – duro – 56S•28Q•24D         | Max Mirnyi Daniel Nestor           | Michaël Llodra Nenad Zimonjić       | 3–6, 6–1, [12–10] |
| 17 de outubro | If Stockholm Open Estocolmo, Suécia ATP World Tour 250 € 600.000 – duro (coberto) – 28S•32Q•16D             | Gaël Monfils                       | Jarkko Nieminen                     | 7–5, 3–6, 6–2     |
| 17 de outubro | If Stockholm Open Estocolmo, Suécia ATP World Tour 250 € 600.000 – duro (coberto) – 28S•32Q•16D             | Rohan Bopanna Aisam-ul-Haq Qureshi | Marcelo Melo Bruno Soares           | 6–1, 6–3          |
| 17 de outubro | Kremlin Cup Moscou, Rússia ATP World Tour 250 US$ 725.000 – duro (coberto) – 28S•32Q•16D                    | Janko Tipsarević                   | Viktor Troicki                      | 6–4, 6–2          |
| 17 de outubro | Kremlin Cup Moscou, Rússia ATP World Tour 250 US$ 725.000 – duro (coberto) – 28S•32Q•16D                    | František Čermák Filip Polášek     | Carlos Berlocq David Marrero        | 6–3, 6–1          |
| 24 de outubro | St. Petersburg Open São Petersburgo, Rússia ATP World Tour 250 US$ 663.750 – duro (coberto) – 32S•32Q•16D   | Marin Čilić                        | Janko Tipsarević                    | 6–3, 3–6, 6–2     |
| 24 de outubro | St. Petersburg Open São Petersburgo, Rússia ATP World Tour 250 US$ 663.750 – duro (coberto) – 32S•32Q•16D   | Colin Fleming Ross Hutchins        | Mikhail Elgin Alexandre Kudryavtsev | 6–3, 56–7, [10–8] |
| 24 de outubro | Erste Bank Open Viena, Áustria ATP World Tour 250 € 650.000 – duro (coberto) – 28S•32Q•16D                  | Jo-Wilfried Tsonga                 | Juan Martin del Potro               | 56–7, 6–3, 6–4    |
| 24 de outubro | Erste Bank Open Viena, Áustria ATP World Tour 250 € 650.000 – duro (coberto) – 28S•32Q•16D                  | Bob Bryan Mike Bryan               | Max Mirnyi Daniel Nestor            | 7–610, 6–3        |
| 31 de outubro | Swiss Indoors Basileia, Suíça ATP World Tour 500 € 1.838.100 – duro (coberto) – 32S•16Q•16D                 | Roger Federer                      | Kei Nishikori                       | 6–1, 6–3          |
| 31 de outubro | Swiss Indoors Basileia, Suíça ATP World Tour 500 € 1.838.100 – duro (coberto) – 32S•16Q•16D                 | Michaël Llodra Nenad Zimonjić      | Max Mirnyi Daniel Nestor            | 6–4, 7–5          |
| 31 de outubro | Valencia Open 500 Valência, Espanha ATP World Tour 500 € 2.019.000 – duro (coberto) – 32S•16Q•16D           | Marcel Granollers                  | Juan Mónaco                         | 6–2, 4–6 7–63     |
| 31 de outubro | Valencia Open 500 Valência, Espanha ATP World Tour 500 € 2.019.000 – duro (coberto) – 32S•16Q•16D           | Bob Bryan Mike Bryan               | Eric Butorac Jean-Julien Rojer      | 6–4, 7–69         |

#### Novembro
| Semana de      | Torneio | Campeão(s)                                                                  | Vice-campeão(s)                                                                      | Resultado                |
| -------------- | --- | --------------------------------------------------------------------------- | ------------------------------------------------------------------------------------ | ------------------------ |
| 7 de novembro  | BNP Paribas Masters Paris, França ATP World Tour Masters 1000 € 2.750.000 – duro (coberto) – 48S•24Q•24D               | Roger Federer                                                               | Jo-Wilfried Tsonga                                                                   | 6–1, 7–63                |
| 7 de novembro  | BNP Paribas Masters Paris, França ATP World Tour Masters 1000 € 2.750.000 – duro (coberto) – 48S•24Q•24D               | Rohan Bopanna Aisam-ul-Haq Qureshi                                          | Julien Benneteau Nicolas Mahut                                                       | 6–2, 6–4                 |
| 14 de novembro | sem torneios programados                                                                                               | sem torneios programados                                                    | sem torneios programados                                                             | sem torneios programados |
| 21 de novembro | Barclays ATP World Tour Finals Londres, Reino Unido Torneio de fim de temporada US$ 5.070.000 – duro (coberto) – 8S•8D | Roger Federer                                                               | Jo-Wilfried Tsonga                                                                   | 6–3, 66–7, 6–3           |
| 21 de novembro | Barclays ATP World Tour Finals Londres, Reino Unido Torneio de fim de temporada US$ 5.070.000 – duro (coberto) – 8S•8D | Max Mirnyi · Daniel Nestor                                                  | Mariusz Fyrstenberg Marcin Matkowski                                                 | 7–5, 6–3                 |
| 28 de novembro | Copa Davis: final Sevilha, Espanha – saibro Competição de longa duração entre países – 16E                             | Espanha · David Ferrer · Feliciano López · Rafael Nadal · Fernando Verdasco | Argentina · Juan Martin del Potro · Juan Mónaco · David Nalbandian · Eduardo Schwank | 3–1                      |